# Concili
Un concili és una reunió de representants religiosos, habitualment bisbes cristians catòlics o ortodoxos, per a debatre sobre qüestions de doctrina o disciplina eclesiàstica. Es considera que la primera reunió d'aquestes característiques fou el Concili de Jerusalem que narren els Fets dels Apòstols. No obstant, el primer concili considerat ecumènic fou el de Nicea del 325, i en el cas de l'Església Catòlica, l'últim que s'ha celebrat, amb el número 21, fou el Concili Vaticà II de 1962 a 1965.

## Tipus
Es diferencien dos tipus de concilis, els ecumènics o generals, convocats per a tota l'Església, i els provincials o particulars, per a un àmbit determinat.
Els concilis ecumènics o generals foren definits Concili IV de Laterà de 1215, ja que fins aquell moment no es diferenciaven els concilis. Fou Sant Ramon de Penyafort qui clarificà la nomenclatura ideant la classificació que s'ha utilitzat fins a l'actualitat, quan formulà que hi havia concilis universals, provincials i episcopals. Al segle xii als concilis estaven representats la majoria dels bisbes de totes les esglésies de la cristiandat llatina, convocats pel Papa, però amb una pobra representació oriental, malgrat que legislaven pel conjunt de l'Església. En aquest moment a Orient s'anomenaven ecumènics mentre que a Occident rebien el nom de generals o universals.
Els concilis particulars o provincials els convoca un arquebisbe d'acord amb la Conferència episcopal per a tractar assumptes propis de la província eclesiàstica. Aquestes trobades no tenen una periodicitat definida des que el Codi de Dret Canònic del 1983 va suprimir l'obligatorietat de cada província eclesiàstica de celebrar un concili cada 20 anys.